# Mycetophila flavolineata
Mycetophila flavolineata är en tvåvingeart som först beskrevs av Bukowski 1934.  Mycetophila flavolineata ingår i släktet Mycetophila och familjen svampmyggor. Inga underarter finns listade i Catalogue of Life.